# Lleonard Giner i Mur
Lleonard Giner i Mur (Tavernes Blanques, 1935 - ib. 2005) fou un ebenista i músic valencià, fundador del grup Carraixet junt a Rafa Arnal el 1972.
Va reeixir com a instrumentista de vent i corda, i arreglista de quantitat de temes populars valencians que va difondre a través del seu grup conformat pels seus quatre filles i 1 fill, Mari Carme, Lleonard, Eva, Miryam, i Vanessa.. Un grup pioner en el que representà el fenomen de la Nova Cançó al País Valencià, i que continua en actiu després de més cinquanta anys. Lleonard Giner fou director de la rondalla del seu poble natal, d'on sorgí el projecte del grup Carraixet, i també fou fundador de l'associació "Amics de la Cançó" i del "Col·lectiu de Músics del País Valencià" als anys 70.
Més de mil actuacions en directe a diversos escenaris del País Valencià, però també a la resta de territoris de parla catalana (Catalunya, les Illes, Andorra, Catalunya Nord, etc.), sis discos i CDs enregistrats i diverses participacions en programes de ràdio, televisió, i cinema donen fe de la seua llarga i ferma trajectòria artística dedicada a la recuperació de la música popular valenciana i, per extensió, de la cultura.
Lleonard Giner va morir el 21 de maig del 2005, als 69 anys.